# Bataille du cap Sarytch
Première Guerre mondiale
Batailles
- Blocus allié de l'Allemagne
- Odensholm (08-1914)
- 1re Heligoland (08-1914)
- Action du 22 septembre 1914
- Falklands (12-1914)
- Dogger Bank (01-1915)
- Gotland (07-1915)
- Golfe de Riga (08-1915)
- Yarmouth et Lowestoft (04-1916)
- Jutland (05-1916)
- Funchal (12-1916)
- Combat entre le Leopard et le HMS Achilles
- Pas-de-Calais (04-1917)
- Combat entre le HMAS Sydney et le LZ92
- Détroit de Muhu (10-1917)
- 2e Heligoland (11-1917)
- Croisière de glace (02/03-1918)
- Zeebruges (04-1918)
- 1er Ostende (04-1918)
- 2e Ostende (05-1918)
- Sabordage allemand à Scapa Flow (06-1919)

Bataille de la mer Noire
- 12 octobre 1914
- Odessa (10-1914)
- Novorossiisk
- Feodosia
- Cap Sarytch
- île Kirpen (1re)
- île Kirpen (2e)

Front d'Europe de l'Ouest
Front italien
Front d'Europe de l'Est
Front des Balkans
Front africain
Front du Moyen-Orient
La bataille du cap Sarytch est une bataille navale qui eut lieu le 18 novembre 1914 au large du cap Sarytch, dans la mer Noire, pendant la Première Guerre mondiale. Elle opposa la flotte russe, commandée par le vice-amiral Eberhardt, aux navires allemands, battant pavillon turc mais à équipage entièrement germanique, les SMS Goeben et SMS Breslau, commandés par le contre-amiral Souchon. Elle se termina par la retraite de ces derniers.

## Navires engagés
- Russie
  - pré-dreadnought Evstafii, navire amiral - 33 tués, 25 blessés
  - pré-dreadnought Jean Chrysostome
  - pré-dreadnought Panteleïmon
  - pré-dreadnought Trois Hiérarques
  - pré-dreadnought Rostislav
  - croiseur Almaz
  - 1 autre croiseur, le Pamiat Merkouria - 12 torpilleurs
- Allemagne
  - croiseur de bataille SMS Goeben, rebaptisé Yavuz Sultan - endommagé
  - croiseur léger SMS Breslau, rebaptisé Midilli

## Illustrations

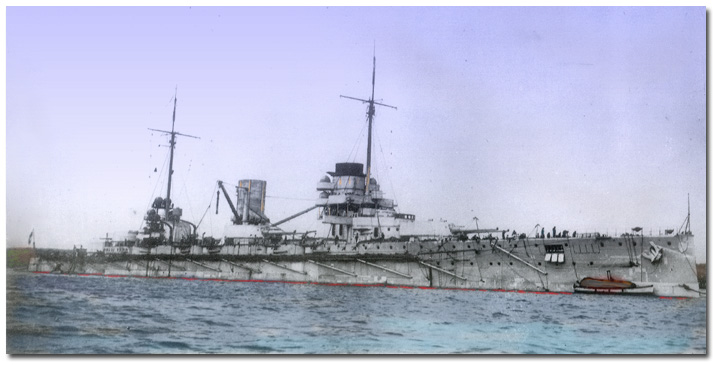
Le croiseur de bataille SMS Goeben
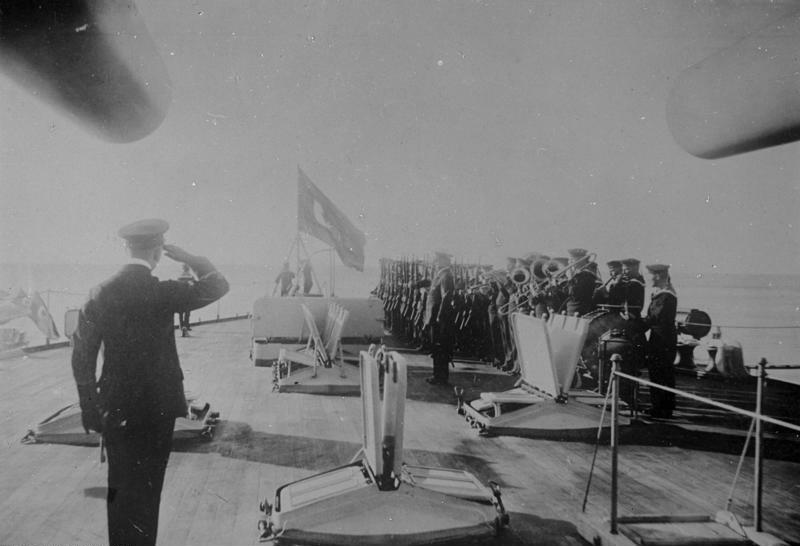
Le SMS Goeben sous pavillon ottoman
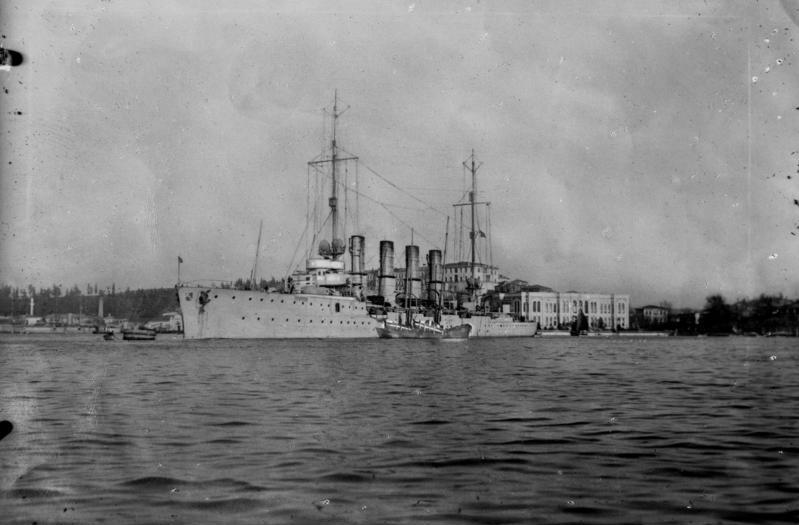
Le croiseur SMS Breslau
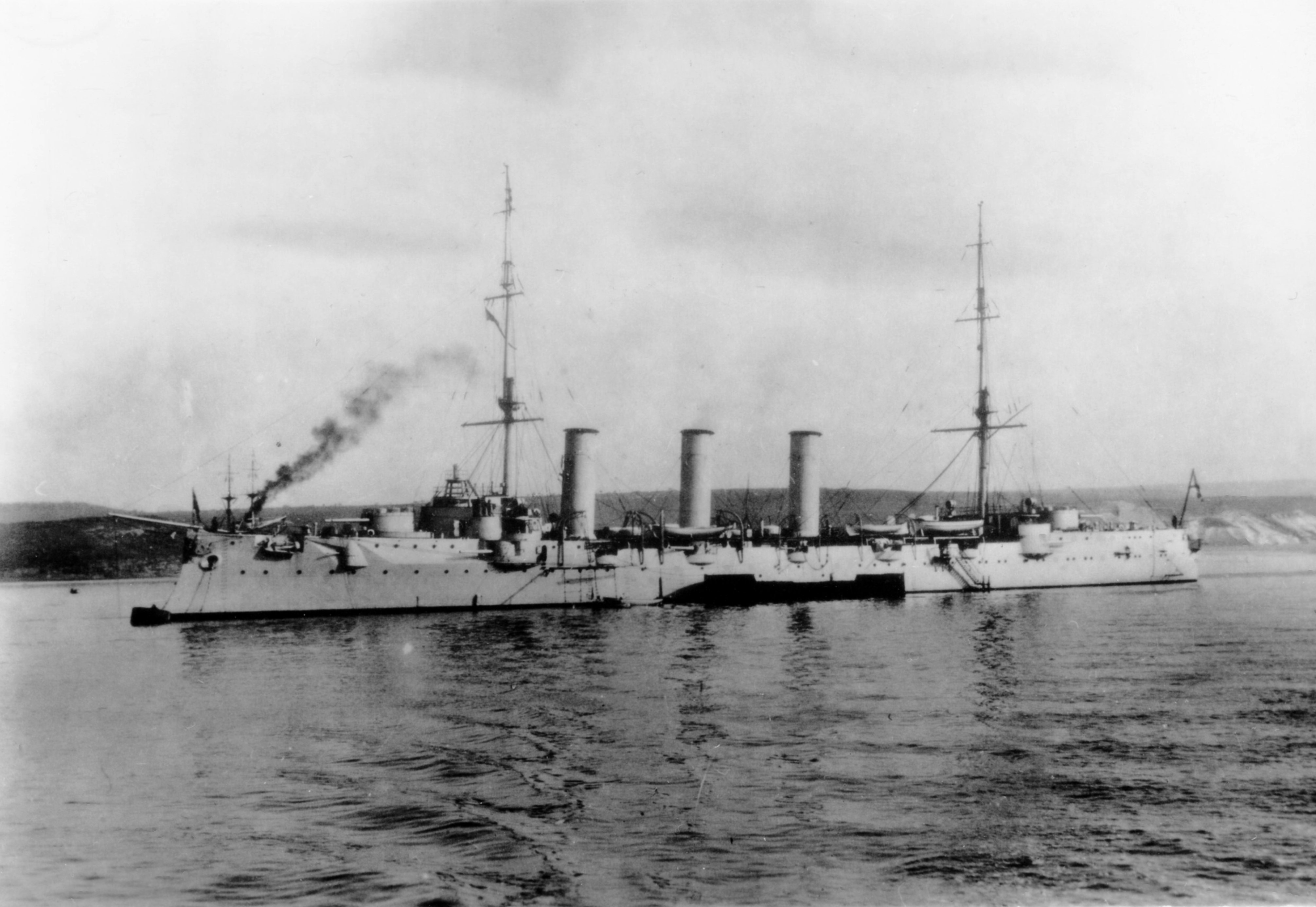
Vue du Souvenir de Mercure (Pamiat Merkouria) russe